# Apomorphomyia lygaeidophaga
Apomorphomyia lygaeidophaga là một loài ruồi trong họ Tachinidae.